# Затока Мордвинова
Затока Мордвинова (рос. залив Мордвинова) — затока Охотського моря біля східного побережжя острова Сахалін.

## Географія
Затока обмежена:
- зі сходу — північною окраїною Тоніно-Анівського півострова (мис Свободний 46°50′40″ пн. ш. 143°26′0″ сх. д. / 46.84444° пн. ш. 143.43333° сх. д.)
- з півдня — півостровом Пузіно (46°47′30.98″ пн. ш. 143°15′22″ сх. д. / 46.7919389° пн. ш. 143.25611° сх. д.), який відокремлює затоку від озера Тунайча
- із заходу — мисом Тунайча (46°52′37.13″ пн. ш. 143°9′14.58″ сх. д. / 46.8769806° пн. ш. 143.1540500° сх. д.)

Східний берег обривистий. Південний і западний береги низинні. Уздовж берегів ланцюжком витягнувся ряд невеликих озер, деякі з них прісноводні. Глибини в затоці становлять від 30 до 35 м.

## Адміністративна належність
Територія Корсаковського міського округу Сахалінської області Російської Федерації.

## Історія
Затока була відкрита у 1805 році Іваном Крузенштерном і названа ним на честь адмірала Миколи Мордвинова.